# Hans Cieslarczyk
Hans Cieslarczyk (Herne, 3 de maio de 1937 – Offenburg, 10 de junho de 2020) foi um futebolista alemão que atuava como atacante.

## Carreira
Cieslarczyk fez parte do elenco da Seleção Alemã de Futebol, na Copa do Mundo de 1958.

## Morte
Morreu no dia 10 de junho de 2020 em Offenburg, aos 83 anos.